# Échenevex
Échenevex es una comuna francesa situada en el departamento de Ain, de la región de Auvernia-Ródano-Alpes. Pertenece a la comunidad de aglomeración Pays de Gex Agglo.

## Geografía
Entre el macizo del Jura y la cuenca del lago Léman, Échenevex forma parte del Parque natural regional del Haut-Jura. Está situada al pie del macizo, a 3 km al sur de Gex.

## Historia
- Aldea mencionada en el siglo XIII, dependiente de la parroquia de Cessy.
- La comuna fue creada en 1833 a partir de Cessy.

## Demografía
| 267 | 282 | 371 | 643 | 997 | 1 197 | 1 500 | 1 904 | 2 092 |
| Para los censos de 1962 a 1999 la población legal corresponde a la población sin duplicidades (Fuente: INSEE [Consultar]) |     |     |     |     |       |       |       |       |

## Lugares y monumentos

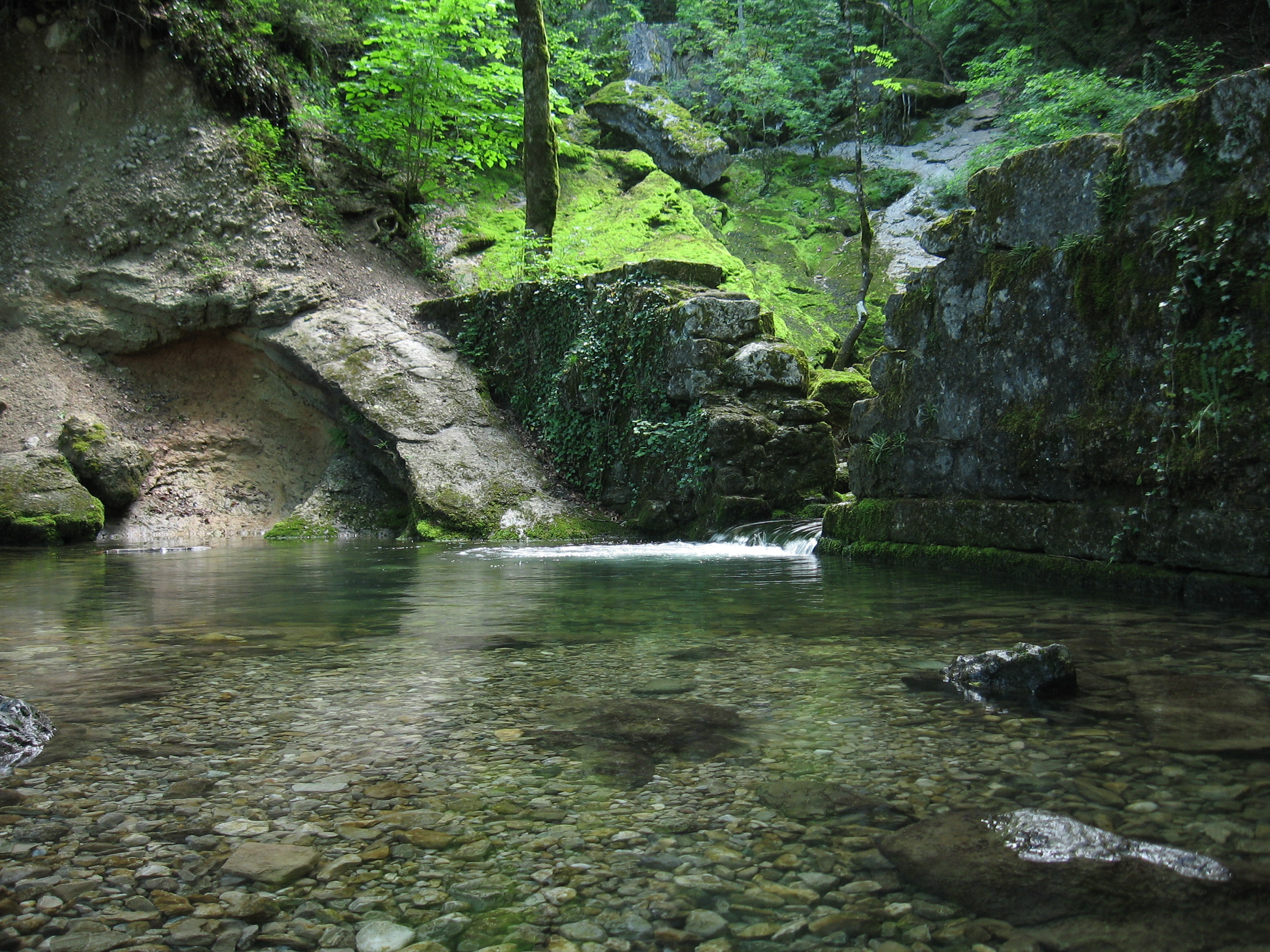
Las fuentes del Allondon.

- Las fuentes del Allondon se encuentran al pie del Jura al sur de Échenevex a algunos cientos de metros de Naz-Dessus, por cuya carretera se accede.